# Gramedo (Asturias)
Gramedo (Graméu en asturiano y oficialmente) es una parroquia del concejo de Cabranes, en el Principado de Asturias. Cuenta con una población de 40 habitantes ([Habitantes INE] 2011).
- Datos: Q850328